# 松井孝
松井 孝（まつい たかし、1940年2月27日 - ）は、日本の元スキージャンプ選手。

## プロフィール
北海道小樽市出身。小樽潮陵高校-早稲田大学-羽幌炭鉱。
1960年のスコーバレーオリンピックに出場し30位。
1962年のノルディックスキー世界選手権ザコパネ大会では65m級21位、90m級25位。
同年のユニバーシアード冬季大会では5位入賞を果たした。

## 日本国内での主な競技成績
- 1960.01.17(日)　第33回全日本学生スキー選手権大会　優勝
- 1961.02.19(日)　第39回全日本スキー選手権大会　優勝
- 1961.02.23(木)　第6回全日本選抜ジャンプ大会　優勝
- 1962.01.21(日)　第35回全日本学生スキー選手権大会
- 1964.02.16(日)　第19回国民体育大会冬季大会成年組　優勝
- 1964.02.28(金)　第3回STV杯争奪ジャンプ大会